# Куинто-Вичентино
Куинто-Вичентино (итал. Quinto Vicentino) — коммуна в Италии, располагается в провинции Виченца области Венето.
Население составляет 4638 человек, плотность населения составляет 273 чел./км². Занимает площадь 17 км². Почтовый индекс — 36050. Телефонный код — 0444.
Покровителем коммуны почитается святой Георгий, празднование 8 сентября.